# Sezione Francese dell'Internazionale Operaia
La Sezione Francese dell'Internazionale Operaia (in francese Section française de l'Internationale ouvrière, SFIO) è stato un partito politico francese, di natura socialista, attivo dal 1905 al 1969.
A differenza degli omologhi europei (escluso il Partito Socialista Italiano), il partito fu sempre dichiaratamente socialista e mai socialdemocratico, pur moderando le sue posizioni negli anni '30 e '40, cosa che gli permise di formare esecutivi con altre forze moderate e riformiste durante la Terza e la Quarta Repubblica francese. A causa del sorpasso elettorale subito dal Partito Comunista Francese sin dal 1945, il partito sperimentò una fase discendente, accentuata dall'avvento del gollismo e della Quinta Repubblica nel 1958. Per fronteggiare l'egemonia politica del centro-destra gollista e liberale, la SFIO decise in occasione del 56º Congresso (1968) di fondersi in un nuovo soggetto di sinistra, assieme all'unionista UGCS, al socialdemocratico CIR ed il demo-socialista UCRG. Tale fusione si realizzerà l'anno seguente con la nascita del Partito Socialista, guidato da François Mitterrand.

## Storia

### Origini
A partire dal 1878 in Francia si erano formati diversi partiti politici socialisti.
Nel 1878 il Congresso operaio di Lione si costituì in partito, la Federazione del Partito dei Lavoratori Socialisti di Francia (FPTSF), il cui programma era stato redatto da Marx.
Una prima scissione avvenne nel 1881, quando Édouard Vaillant, di tradizione blanquista, fondò il Comitato Rivoluzionario Centrale (CRC), dal 1890 Partito Operaio Socialista Rivoluzionario (POSR).
Una seconda scissione avvenne nel 1882 in seguito al Congresso operaio di Saint-Étienne. La scissione oppose i «possibilisti» guidati da Paul Brousse, socialisti riformisti di ispirazione proudhoniana, che andarono a formare la Federazione dei Lavoratori Socialisti, e i seguaci di Jules Guesde e Paul Lafargue, di ispirazione marxista, i cui 23 delegati si ritirarono dal Congresso. Si riunirono a Roanne nel settembre 1882 per creare il Partito Operaio.
Bisognò aspettare il 1901 per vedere una prima riunificazione, fra il Partito Operaio Francese (ex Partito Operaio) e il Partito Operaio Socialista Rivoluzionario, che diedero vita al Partito Socialista di Francia (PSDF). Si trattava delle due tendenze più intransigenti, che non avevano accettato che il socialista Alexandre Millerand fosse diventato ministro nel Governo "borghese" di Waldeck-Rousseau.
Dall'altra parte, i "socialisti indipendenti" di Jean Jaurès, i "broussisti" e gli "allemanisti" (provenienti da una scissione del POSR guidata da Jean Allemane nel 1890) fondarono il Partito Socialista Francese (PSF) con Jean Jaurès come portavoce. Rappresentava le correnti moderate e riformiste del socialismo francese, disposte a collaborare con i partiti "borghesi".

### Fondazione e primi anni
Nel 1905 al congresso di Parigi venne firmata l'unificazione del socialismo francese (unione del PSDF e del PSF), dando seguito alla raccomandazione del Congresso di Amsterdam del 1904 della Seconda Internazionale. La SFIO, "partito del movimento operaio", vedeva la luce.
Questo nuovo partito, diretto da Jules Guesde, Jean Jaurès, Édouard Vaillant e Paul Lafargue, prese posizione contro la politica coloniale e il nazionalismo bellicista.
Nel 1914 la grande maggioranza della SFIO accettò di appoggiare l'ingresso della Francia nella prima guerra mondiale, votando i crediti di guerra in contrasto con la linea sempre tenuta in precedenza.
Nel 1920, al congresso di Tours, la scissione tra partigiani della Seconda Internazionale (alla quale la SFIO aveva aderito) e partigiani della Terza Internazionale (maggioritaria, favorevole alla Rivoluzione russa ed al bolscevismo) diede luogo, da parte di questi ultimi, alla creazione della Sezione francese dell'Internazionale comunista (futuro Partito Comunista Francese). Questa scissione politica fu seguita da una scissione sindacale.
Léon Blum e Paul Faure, nuovi dirigenti della SFIO, iniziarono una politica di raggruppamento della sinistra che condusse al Cartello delle sinistre, vincitore delle elezioni del 1924.

### Il Fronte popolare e la Liberazione
Nel 1934 l'esclusione dei favorevoli alla partecipazione al governo (Marcel Déat, Pierre Renaudel, Adrien Marquet, che crearono il Partito Socialista di Francia - Unione Jean Jaurès), permise il riavvicinamento con i comunisti (1934) e la nascita del Fronte Popolare nel 1936. Il 3 maggio 1936 la sinistra ottenne 376 deputati su 618, di cui 146 eletti per la SFIO.
La corrente "Sinistra rivoluzionaria" di Marceau Pivert, critica verso il moderatismo considerato eccessivo del Fronte popolare, fu espulsa nel 1938, e fondò il Partito Socialista Operaio e Contadino (PSOP: Parti Socialiste Ouvrier et Paysan).
La seconda guerra mondiale divise in due la SFIO: quelli favorevoli al governo di Vichy (Paul Faure, Charles Spinasse), generalmente a causa di un pacifismo estremo, e gli altri, la maggioranza, che entrarono nelle file della Resistenza (Pierre Brossolette, Amédée Dunois, Félix Gouin, Jean-Baptiste Lebas, Daniel Mayer, Guy Mollet, André Philip, Jean Pierre-Bloch, Christian Pineau, Pierre Viénot...). Nel marzo 1941 Daniel Mayer creò, insieme ad alcuni ex deputati e militanti, il Comitato d'azione socialista, che si rafforzò nel corso del 1942 e divenne la ricostituita SFIO nel marzo-giugno 1943.
Dopo la Liberazione, la SFIO ritrovò il suo ruolo di primo piano, insieme al Movimento Repubblicano Popolare (MRP) e ai comunisti nei vari governi provvisori, e in seguito, dopo l'esclusione dei comunisti, con il MRP e i liberali.
Passati all'opposizione nel 1950, i socialisti tornarono al potere nel 1956 con il governo Guy Mollet.

### Nuove scissioni e dissoluzione
La questione del canale di Suez, la politica in Algeria di Guy Mollet, l'appoggio a Charles de Gaulle nel 1958, provocarono nuove scissioni: il Parti socialiste unifié (Partito Socialista Unificato) nel 1960, l'Union des gauches socialistes (Unione delle Sinistre Socialiste).
Nel 1965 fu fondata la Fédération de la gauche démocrate et socialiste (Federazione della Sinistra Democratica e Sociale), che metteva insieme la SFIO e la Convention des institutions républicaines (Convenzione delle Istituzioni Repubblicane). Fu presieduta da François Mitterrand, dirigente della CIR.
In seguito, su impulso di Alain Savary, la SFIO divenne il Partito Socialista al congresso di Issy-les-Moulineaux nel 1969.

## Segretari generali
- Louis Dubreuilh: 1905-1918
- Ludovic-Oscar Frossard: 1918-1920
- Paul Faure: 1920-1940
- Daniel Mayer: 1943-1946
- Guy Mollet: 1946-1969